# Stian Hoelgaard
Stian Hoelgaard (* 25. September 1991 in Ålgård) ist ein norwegischer Skilangläufer.

## Werdegang
Hoelgaard gab im Januar 2012 in Nes sein Debüt im Scandinavian Cup, bei dem er über 15 km Freistil und im Sprint jeweils Rang 63 belegte. Im Dezember 2012 belegte er beim 30-km-klassisch-Massenstartrennen in Sjusjøen Rang 138. Im Februar 2013 wurde Hoelgaard Zwölfter beim Tartu Maraton. Im Januar 2014 belegte er Rang 16 beim Marcialonga. Ein Jahr später beendete er das Rennen auf Rang neun. Im Januar 2016 wurde Hoelgaard Fünfter beim Isergebirgslauf, kam bei La Diagonela auf Rang sechs und erreichte beim Marcialonga als Dritter das Podium. Anfang März 2016 belegte er Rang zwei beim Wasalauf. In der Saison 2016/17 errang er beim Vasaloppet China, beim Kaiser-Maximilian-Lauf, beim Wasalauf und beim Skimarathon Ylläs–Levi jeweils den dritten Platz und erreichte damit den vierten Platz in der Gesamtwertung der Ski Classics. Im Jahr 2018 wurde er Dritter und 2019 Zweiter beim Wasalauf. In der Saison 2019/20 errang er mit Platz drei beim Prolog in Livigno und Platz zwei beim Wasalauf, den dritten Platz in der Gesamtwertung der Ski Classics. In der Saison 2021/22 und 2022/23 wurde er jeweils Zehnter in der Gesamtwertung der Ski Classics.

## Persönliches
Hoelgaard ist der ältere Bruder von Daniel und Markus Hoelgaard, die beide Radrennfahrer sind.